# Побуна jамака
Побуна jамака избио је 25. маја 1807 и довела је до детронизације султана Селима III и ликвидације реформи низам-и-џедида за време његове владавине, чији је циљ, према њиховим инспиратерима, био да модернизује Османско царство и, према побуњеницима, ликвидирају традиционалне османске институције које су преживеле временом и су доказали своју ефикасност, укључујући нарочито јањичаре. 
Побуна је имала и скривену сврху, а то је да угуши Први српски устанак и задржи Београдски пашалук у саставу Османског царства.